# رانجان داش
رانجان داش (بالإنجليزية: Ranjan Dash)‏ هو شخصية أعمال هندي، ولد في 24 فبراير 1976 في Sambalpur ‏ في الهند.